# Stephen Woolley
Stephen Woolley (3 de setembre de 1956 a Londres) és un productor de cinema i director anglès. És més conegut pel seu treball amb el director Neil Jordan, d'on ha sortit un cert nombre de pel·lícules aclamades per la crítica, incloent-hi l'Oscar per “Joc de llàgrimes”.
Després de programar cinema a Islington, Londres, i gestionar la Scala Cinema, Woolley es va incorporar al Palace Video a principis dels anys 1980 per distribuir el tipus de cinema de culte i pel·lícules d'art internacionals que havien estat el cor dels seus programes de cinema. Un primer èxit va ser la distribució de les pel·lícules de David Lynch. La companyia llavors es va dedicar a la distribució de cinema, convertint-se en Palace Pictures; i a la producció el 1984, amb molts projectes als quals dona suport Canal 4. Els seus èxits com a productor inclouen En companyia de llops, Mona Lisa, i Joc de llàgrimes (nominada a l'Oscar a la millor pel·lícula), i Entrevista amb el vampir, totes dirigides per Neil Jordan. També va ajudar a consolidar-se als directors Michael Caton-Jones i Richard Stanley. Woolley es va associar amb Miramax, que distribuïa un cert nombre de pel·lícules de Palace als Estats Units.
Woolley havia establert la seva reputació amb una sèrie de produccions de pressupost baix però d'alt valor artístic, i va començar a desenvolupar projectes més ambiciosos. El 1992, Palace Pictures es van arruïnar. Des de llavors, Woolley s'ha concentrat a produir les pel·lícules de Jordan en associació amb els estudis de Hollywood. Assegurant un acord amb la Warner Bros. després de l'èxit de recaptació d'Entrevista amb el vampir, Woolley podia finançar el controvertit drama històric Michael Collins. El seu propi debut com a director, la pel·lícula de 2005  Stoned, va ser un biopic de Brian Jones.

## Nominacions
- 1993 Oscar a la millor pel·lícula per Joc de llàgrimes (1992)

## Filmografia
Com a productor
- The Worst of Hollywood (1983, sèrie TV, productor)
- Chinese Boxes (1984, productor delegat)
- En companyia de llops (The Company of Wolves, 1984, productor delegat)
- Letter to Brezhnev (1985, productor delegat)
- Mona Lisa (1986, productor)
- Absolute Beginners (1986, productor)
- The Courier (1988, productor delegat)
- High Spirits (1988, productor)
- Shag (1989, productor)
- Scandal (1989, productor)
- The Big Man (1990, productor)
- Hardware (1990, productor delegat)
- Dancin' Thru the Dark (1990, co-productor delegat)
- The Pope Must Die (1991, productor)
- A Rage in Harlem (1991, productor)
- The Miracle (1991, productor)
- A Woman at War (1991, TV, productor delegat)
- Joc de llàgrimes (The Crying Game, 1992, productor)
- Waterland (1992, productor delegat)
- Dust Devil (1992, productor delegat)
- Dark Blood (1993, productor delegat)
- Entrevista amb el vampir (Interview with the Vampire: The Vampire Chronicles, 1994, productor)
- Backbeat (1994, productor)
- The Neon Bible (1995, productor delegat)
- Michael Collins (1996, productor)
- Hollow Reed (1996, productor delegat)
- Downtime (1997, productor delegat)
- 24 7: Twenty Four Seven (1997, productor delegat)
- The Butcher Boy (1997, productor)
- Welcome to Woop Woop (1997, productor delegat)
- Fever Pitch (1997, productor delegat: Scala Productions)
- B. Monkey (1998, productor)
- Little Voice (1998, productor delegat)
- Divorcing Jack (1998, productor delegat)
- History Is Made at Night (1999, productor delegat)
- The Last September (1999, productor delegat)
- The Lost Son (1999, productor delegat)
- In Dreams (1999, productor)
- El final de l'idil·li (The End of the Affair, 1999, productor)
- Purely Belter (2000, productor delegat)
- Not I (2000, productor)
- The Good Thief (2002, productor)
- Intermission (2003, productor)
- Els acors (The Actors) (2003, productor)
- Sentència de mort (Return to Sender) (2004, productor delegat)
- Stoned (2005, productor)
- Esmorzar a Plutó (Breakfast on Pluto, 2005, productor)
- And When Did You Last See Your Father? (2007, productor)
- How to Lose Friends & Alienate People (2008, productor)
- Sounds Like Teen Spirit (2008, productor)
- Perrier's Bounty (2009, productor)
- We Want Sex (2010, en postproducció, productor)

Com a director
- Stoned (2005).

Com a actor
- The Last Days of the Board (1999, TV)